# Estación Los Angacos
Los Angacos es una estación ferroviaria ubicada en la ciudad de San Isidro, Departamento San Martín, Provincia de San Juan, República Argentina.

## Servicios
Actualmente, presta servicios de la empresa de cargas Trenes Argentinos Cargas. 

## Historia
En el año 1885 fue inaugurada la Estación, por parte del Ferrocarril Buenos Aires al Pacífico, en el ramal de Cañada Honda hasta la estación Albardón.